# Кизил-Таш (Туймазинський район)
Кизи́л-Таш (рос. Кызыл-Таш, башк. Ҡыҙылташ) — присілок (в минулому селище) у складі Туймазинського району Башкортостану, Росія. Входить до складу Гафуровської сільської ради.
Населення — 26 осіб (2010; 26 у 2002).
Національний склад:
- башкири — 77 %